# Ser twarogowy lasowiacki
Ser twarogowy lasowiacki – polski, krowi ser twarogowy (kostka, krajanka, mielony) produkowany przez Okręgową Spółdzielnię Mleczarską w Stalowej Woli (od 2022 Mleko Łazorko). 11 maja 2016 został wpisany na listę produktów tradycyjnych.

## Historia
Ser wytwarzany jest od początku XX wieku na terenie Kotliny Sandomierskiej. Nazwę zawdzięcza Lasowiakom zamieszkującym historycznie te tereny. Ser wytwarza się z surowego mleka krowiego pochodzącego od krów wypasanych na łąkach województwa podkarpackiego. Do ukwaszenia spasteryzowanego mleka używa się szczepów bakterii w postaci zakwasu. Produkt jest bogaty w białka i sole mineralne. Może być wykorzystywany jako farsz do pierogów, a także jako główny składnik serników lub placków drożdżowych.
W 2019 śmietana lasowiacka produkowana przez OSM w Stalowej Woli została również wpisana na listę produktów tradycyjnych.

## Charakterystyka
Barwa sera jest od białej do lekko kremowej i jednolita w całej masie. Konsystencja jest jednolita, lekko luźna i może być gładka, mazista lub ziarnista. Smak jest  łagodny, lekko kwaśny. Sery nie zawierają żadnych dodatków, np. konserwantów czy substancji zagęszczających.

## Nagrody
Ser Twarogowy Lasowiacki półtłusty (krajanka) zdobył certyfikat ogólnopolskiego programu promocyjnego Doceń polskie.